# Starogrška književnost
Starogrška književnost obsega književno ustvarjalnost v grškem jeziku, ki se začne s Homerjevimi epi okoli 8. stoletja pr. n. št. in se konča okoli leta 529 n. št., ko je bizantinski cesar Justinijan zaprl Platonovo Akademijo v Atenah, zadnjo filozofsko šolo v antiki. Grška književnost je ne le usodno vplivala na nastanek rimske književnosti, ampak je izjemno vplivala tudi na celotno evropsko književnost s tematiko in skoraj vsemi književnimi zvrstmi. V 13 stoletjih v antiki – osem pred našim štetjem in pet iz nove dobe – so ustvarjali mnogi pesniki in prozni pisci, ki so bili po jeziku in kulturi Grki, ne pa vsi rojeni Grki: osvajanja Aleksandra Velikega so razširila grško civilizacijo zunaj meja stare Grčije, zato so glavna mesta Aleksandrovih naslednikov – Aleksandrija, Antiohija in druga – postala večja središča grške civilizacije od starih grških polisov. Glede na družbene, politične in književne odnose lahko celotno antično grško književnost razdelimo na štiri obdobja:
1. arhaično obdobje (od prvih pisnih spomenikov do konca 6. stoletja pr. n. št.);
2. atiško ali klasično obdobje (5. in 4. stoletje pr. n. št.);
3. helenistično obdobje (od 3. do 1. stoletja pr. n. št.);
4. rimsko obdobje (od leta 30 pr. n. št. do 529 n. št.).

## Arhaično obdobje
Najstarejša znana grška pisava je mikenska slogovna linearna pisava B, ki je ohranjena na glinenih tablicah iz tega obdobja. Na teh tablicah so različni zapisi, ki se nanašajo na trgovino, ni prave književnosti, kar pojasnjujejo različno. Po eni teoriji se je mikenska književnost, kot je na primer poznejša Homerjeva in druga epika, prenašala z ustnim izročilom, še posebej zato, ker linearna pisava B ni bila povsem prilagojena glasovom grškega jezika. Po drugi teoriji so bila književna dela – verjetno prvina družbene elite – zapisana na nekem finejšem materialu, ki se ni ohranil.

### Epsko pesništvo

#### Homer
Na začetku grške književnosti sta bili največji deli Homerjeva epa Iliada in Odiseja, nekaj je neznatnih metričnih zapisov iz 8. stoletja pr. n. št. Ti dve pesniški stvaritvi sta s svojo zapleteno strukturo in slogom vrhunec epske tradicije, katere začetki in razvoj ostajajo v temi tistih stoletij, ki jih imenujejo grška temna doba (od 12. do 8. stoletja pr. n. št.). Homer (Ὅμηρος) je bil prvi pisec grške književnosti in največji epski pesnik vseh časov. Predvidevamo, da je živel v 8. stoletju pr. n. št., a zanesljivih podatkov o njem in njegovem življenju nimamo. Antična tradicija pravi, da je bil Homer slep pevec, kar je najbrž samo preslikava lika slepega pevca Demodoka iz Odiseje. Od antike pa do danes je bilo veliko različnih teorij o prvem grškem pesniku, ki so se ukvarjale s »homerskim vprašanjem«.
Homerjeva dela je tako treba razumeti kot vrhunec dolgoletnega razvoja ustne narodne književnosti v Mali Aziji. Danes domnevajo, da so bili Homerjevi predhodniki morda pevci – rapsodi (ῥάψοδοι), ki so hodili od mesta do mesta in zabavali prebivalce s pesmimi o »slavnih delih junakov« (κλέα ἀνδρῶν), med njih prištevajo tudi Homerja, ali Aojdi (ἀοιδοί) so živeli na dvorih vladarjev in nato na zabavah ali po potrebi peli o junaških delih junakov mitskega obdobja. Rapsodi in aojdi naj bi prenašali junaške pesmi skozi mnoga stoletja. Da je v Grčiji že pred Homerjem cvetela epska poezija, potrjujejo tudi Homerjevi epi, v katerih najdemo dovršeno epsko tehniko, umetniški izraz, književni jezik, spreten verz, mnogo ukrasnih pridevkov (epitetonov, za katere ni utemeljitve v Homerjevem besedilu (npr. »hitri Ahil«, noben dogodek v epih ne opravičuje tega), oblike, ki se kar naprej ponavljajo, ko so v pripovedi opisane bitke ali plutje ladje, in na koncu značilne številke. Vse to je plod dolgotrajnih umetniških izkušenj. Morda so pred grško herojsko epopejo obstajale krajše pesmi, v katerih so ob spremljavi glasbila peli o junaških delih. Te pesmi so bile verjetno delo Eolcev – Ahajcev, ki so prišli iz Tesalije in drugih delov grške celine in se prvi udomačili na maloazijskem primorju, v Troadi in sosednjih otokih. Pesmi so bile podrejene eni sami temi – boju s prebivalci v novem kraju. Z negovanjem teh pesmi v stoletjih je bil ustvarjen čvrst temelj za veliko ljudsko epopejo, ki je najvišjo umetniško vrednost dosegla v Iliadi in Odiseji okoli 8. stoletja pr. n. št.
Iliada (Ἰλιάς, 24 spevov, 15.693 heksametrov) se imenuje po Ilionu (Ἴλιον), drugem imenu za mesto Troja. Vsebina temelji na zgodbah o trojanski vojni. Pesnik ni obdelal daljšega časovnega obdobja, ampak se je omejil na dogodke, ki so se zgodili v 51 dneh v desetem letu vojne. Glavni temi tega epa sta spor med Ahilom in Agamemnonom zaradi ugrabitve Ahilove sužnje Brizeide in Ahilova jeza na trojanskega junaka Hektorja, ki je ubil Ahilovega prijatelja Patrokla.
Odiseja (Ὀδύσσεια, 24 spevov, 12.110 heksametrov) ima ime po glavnem junaku Odiseju in opeva Odisejevo vrnitev na Itako. Po desetletnem bojevanju pred Trojo se je Odisej deset let potikal po raznih morjih in doživljal mnoge nevarne pustolovščine. V tem času je izgubil vse prijatelje, se vrnil na Itako, kjer se je ob pomoči sina Telemaha maščeval snubcem, ki so zlorabljali njegovo zvesto ženo Penelopo in na veselicah zapravljali njegovo lastnino. Okostje tega speva je Odisejeva vrnitev in maščevanje snubcem, kar je obogateno s sintetičnim in dramatskim prikazom predhodnih junakovih desetletnih potikanj, ki jih pripoveduje sam junak na dvoru fajaškega kralja Alkinoja (9.–12. spev). V pesnitvi je tudi motiv o sinu, ki gre iskat očeta (1.–4. spev). Kompozicija Odiseje je zapletena, medtem ko je v Iliadi enostavna, kar je opazil že Aristotel, ki je v Poetiki 1459 b zapisal: »Obe sta namreč sestavljeni: Iliada je enostavna in polna trpljenja, Odiseja prepletena in mirna.« Homer je genialen pesnik, ki mu je uspelo narodno epsko poezijo povzdigniti na umetniško raven, ki je od tedaj ni nihče več dosegel. Homerjeva poezija je polna živega pripovedovanja, jasnega izražanja, pazljivega orisovanja ljudskih značajev, sveže življenjske dinamike in humanizma.
Prvotno so v antiki Homerju pripisovali ne samo ta dva epa, ampak celo epsko ustvarjanje arhaičnega obdobja, kar že od 5. stoletja pr. n. št. povzroča resno kritiko, ki traja še danes in se imenuje »homersko vprašanje«. Pod imenom mali Homer se skrivajo manjša pesniška dela, ki so jih pripisovali Homerju. Med njimi je najpomembnejši zbornik 33 homerskih himn (ὕμνοι), napisanih v heksametrih in epskem slogu v obdobju med 7. do 5. stoletjem pr. n. št., ki proslavljajo različna božanstva. Te himne so se prvobitno imenovale uvodi (προοίμια), kar pomeni, da niso bile himne, ampak so jih rapsodi uporabljali kot uvod pri svojem recitiranju epskih pesmi. Nekatere so po številu verzov prave male pesnitve. Tako Himna Demetri pripoveduje zgodbo o ugrabitvi Perzefone in veliki žalosti Demetre, ki hodi po svetu in išče hčer. Himna Apolonu opeva rojstvo tega boga na Delosu in njegove doživljaje ob snovanju preročišča v Delfih. Himna Afroditi opisuje ljubezensko avanturo boginje z Anhizom, Himna Hermesu je polna humorja in govori o tem, kako je komaj rojeni Hermes z nagajivo zvijačo prevaral svojega brata Apolona. Poleg himn so znani še Batrahomiomahija (Vojna med žabami in mišmi) (Βατραχομυομαχία, 303 verzi), ki parodira vsebino in slog epske pesmi in je verjetno nastala šele v helenističnem obdobju, Margit (Μαργίτης, od μάργος = norec), ki posmehljivo govori o nekem junaku norcu, ki je veliko vedel, a vse narobe, ter Kerkop (Κέρκωπες), ki prikazuje dva brata — vešča tatova, ki ju je ujel Heraklej, a sta ga tako nasmejala s svojimi dovtipi, da ju je spustil.

#### Kiklični epi
Epska poezija se je naprej razvijala tudi po Homerju v Joniji in po vsem grškem svetu, tako da je nastalo veliko pesmi, ki so jih pogosto pripisovali Homerju. V epih je kronološko prikazan neprekinjen krog (κύκλος) mitskih dogodkov kot vsebinska celota. Te pesmi so bile na recitatorskem repertoarju rapsodov in so omogočale bogato mitološko vsebino lirskim, zborovskim in dramskim pesnikom. Iliada in Odiseja sta potisnili te pesmi v ozadje, zato so se v glavnem izgubile in ali so ohranjeni samo deli, zato njihove vsebine ne poznamo. Tebanskemu ciklusu pripadajo pesmi Ojdipodeja (Οἰδιπόδεια – 'Pesem o Ojdipu', 6600 verzov) o Ojdipovem umoru očeta, zmagi nad Sfingo, incestnem zakonu z materjo in njegovi smrti, potem Tebaida (Θεβαίς, 7000 verzov) o vojni sedmih junakov proti Tebam in Ojdipovem prekletstvu z umorom Polinejka in Eteokla, Epigoni (Ἐπίγονοι – 'Potomci', 7000 verzov) o vojni sinov sedmih junakov proti Tebam in Alkmajonida o tem, kako je Alkmajon ubil svojo mater in se potem očistil greha.
Trojanskemu ciklusu je pripadala tudi Kiprija (Κύπρια, 11 spevov), ki je opevala dogodke pred nastankom Iliade, potem Etiopida (Αἰθιοπίς – 'Etiopska pesem', 5 spevov), ki opisuje dogodke po Iliadi, tudi o tem, kako Ahil ubije Amazonko Pentezilejo, etiopskega vodjo Memnona ali kako sam umre zaradi Parisove puščice, Mala Iliada (Ἰλιάς μικρά, 4 spevi), ki opisuje tekmovanje za Ahilovo orožje med Ajantom in Odisejem, Ajantov samomor, smrt Parisa zaradi Filoktetovega kopja, prihod Ahilovega sina Neoptolema, ki ubije Telefovega sina Evripila, gradnjo lesenega konja in padec Troje. Pesem Uničenje Iliona (Ἰλίου πέρσις, 2 speva) ima prizor o lesenem konju, Laokoontovi smrti, Enejevem begu, zavzetje Troje, smrt Priama in Astijanaksa, oskrunjenje Kasandre, delitev plena, požar mesta in žrtvovanje Poliksene na Ahilovem grobu. Vrnitev (Νόστοι, 2 speva) opeva vračanje grških junakov iz Troje, Telegonija pa se naslanja na vsebino Odiseje in se začne z opisom pogreba Penelopinih snubcev, imenuje se po Telegonu, sinu Odiseja in Kirke, ki išče očeta in na Itako. Zaradi nevednosti ubije Odiseja, se poroči z vdovo Penelopo, in Telemah s Kirko.

#### Heziod
Velike družbene in gospodarske spremembe, ki so v drugi polovici 8. stoletja pr. n. št. zajele celotno Grčijo, se jasno kažejo v delu drugega znamenitega pesnika arhaične epike. Heziod (Ἡσίοδος, morda konec 8. stoletja pr. n. št.) iz Askre v Beociji je prvi grški pesnik, ki je zapisal svoje biografske podatke, kar lahko štejemo za prvi življenjepis v grški književnosti. Njegova Teogonija (Θεογονία = 'Izvor bogov', 1022 heksametrov) je prva grška mitološka sinteza z rodovnikom bogov, ki je izpeljan iz prvotnega Kaosa in genealogije bogov. Je najbogatejši in najdosledneje urejen inventar grškega politeizma, kar jih je ohranjenih iz antike. Ideja je prikazati Zevsa kot simbol pravičnosti, ki z zmago nad Titani in drugimi zvermi iz preteklosti postane vsemogočni čuvar pravice. Poudarjanje moralnih vprašanj in težnja po sistemskem razumevanju sveta najavljata začetek rušenja tradicionalnega pogleda na svet. Moralna vprašanja in vladavina prava v svetu so idejna osnova tudi Heziodovega drugega dela z naslovom Dela in dnevi (Ἔργα καὶ ἡμέραι, 828 heksametrov). Povod za njen nastanek je bil pravda za očetovo dediščino, v kateri je Heziodov brat Perzes očitno podkupil sodnike in si prigrabil večji delež, kot mu je pripadal. To je le okvir za nauk ljudem o tem, da se mora človek osvoboditi bede z moralno energijo in delom, kar je prikazano z mitom o Prometeju in Pandori ter mitom o petih rodovih, ki govorita, da je bilo človeško življenje nekoč sladko, zdaj pa je grenko. Delo in pravica sta temelj Heziodove etike. V pesnitvi Dela in dnevi je Heziod zapel najveličastnejšo himno človeškemu delu, kar jih poznamo iz antike. Čeprav je Heziodov pogled na življenje pesimističen – predvsem zaradi takratnih razmer – se je v svoji globoki poeziji pokazal kot nosilec novih, skoraj revolucionarnih družbenih prizadevanj glede na predhodni vojaški ideal herojske dobe.

### Lirsko pesništvo
Izvor in najvišji domet grške lirike nastaja v 7. in 6. stoletju pr. n. št., ko je bila epska poezija že v zatonu. To je melodično in ritmično prefinjeno ljudsko pesništvo. Razvoj umetniške grške lirike sta povzročila dva ključna razloga. Prvi so nove družbene razmere, ko nastane velika sprememba v političnih, družbenih in gospodarskih odnosih, in zagon obsežne grške kolonizacije po Sredozemlju ter gradnja in utrditev polisov kot osnovne družbene in državne oblike v Grčiji. Drugi vzrok je epohalna sprememba v glasbi – odkritje harmonije in izpopolnitev glasbil. Ko so Grki prodrli v skrivnosti glasbe, je zaznamovala velik del razvoja duševnega življenja. Glasba je imela pomemben položaj v grški kulturi in ob njej se je razvijala vsa lirika. Celotna grška glasba je na žalost propadla, toda vemo, da so bila najpogostejša glasbila lira, starogrška kitara, forminga in frula.
Beseda lirika je nastala v obdobju aleksandrijskih filologov in je sprva označevala samo tiste starogrške pesmi, ki so se pele ob spremljavi strunskih glasbil, in to predvsem lire s sedmimi strunami – sami Grki arhaične dobe so uporabljali staro ime melika (μέλος = pesem). Melika se je delila na monodijsko liriko in zborovsko liriko: razlikovali sta se po metriki, ki se je uporabljala, značilno je bilo, da je bila prva namenjena solo petju, druga zboru. Aleksandrijski filologi so v svojem kanonu ('pravilu') v starogrško lirsko poezijo vključili samo meliko, tj. monodično liriko Alkeja, Sapfo in Anakreonta, in zborovsko liriko Alkmana, Stezihora, Ibika, Simonida, Bakhilida in Pindarja. Danes v grško liriko štejemo še recitativne oblike poezije: elegijo in jamb.

#### Elegija
Zunanja oznaka elegije, po kateri se je razlikovala od drugih pesniških vrst, je posebna metrična gradnja, to je elegijski distih. Najbrž je nastala v Mali Aziji kot žalostinka in naricalka, ki se je na celinski Grčiji spremenila v svojevrsten bojni krik. Grška elegija se je najprej razvila v Joniji, kjer je epska poezija dosegla vrhunec. Iz epa je prevzela obliko, iz vsakodnevnega življenja pa vsebino. Vojne strahote in naval severnih narodov v Malo Azijo so spodbudili pesniško ustvarjanje. Kalin (Καλλῖνος) velja za najstarejšega elegika in je živel v prvi polovici 7. stoletja pr. n. št. Ohranjenih je nekaj fragmentov in začetek elegije. V njej je vabil sodržavljane k orožju proti sovražniku: to je pravi, glasen in pogumen bojni krik s pohvalo dobremu borcu, ki se ne boji smrti ter junaško pade v boju. Vojne elegije je pisal tudi Tirtaj (Τυρταῖος), ki se je po legendi preselil iz Aten v Šparto in tam v drugi mesenski vojni (645–628 pr. n. št.) s svojimi pesmimi spodbujal vojake, tako da so mu Špartanci pripisovali zasluge za zmago. Poleg elegij, ki jih je pisal v dorskem narečju, je pisal tudi opozorila ali nasvete (ὑποθῆκαι), in to v jonskem narečju. Njegova poezija je vojaška in državljanska: glavni motivi so odločen boj proti sovražniku, smrt za domovino, primerjava junaka s strahopetcem in njihove različne usode.
Povsem drugačen elegik je bil Mimnermos (Μίμνερμος, druga polovica 7. stoletja pr. n. št.), verjetno iz Kolofona, katerega poezija je osredotočena na osebne občutke iz njegovega življenja, melanholična in ljubezenska. Zbirka Mimnermovih intimnih pesmi se imenuje po glasbenici Nani (Ναννώ), ki jo je pesnik ljubil. Njegovi verzi, napisani v glavnem v epskem narečju, so polni hrepenenja in odmevajo z glasbo.
Pesmi z družbenopolitično tematiko je pisal Atenec Solon (Σόλων, okoli 638–558 pr. n. št.), veliki zakonodajalec in reformator atenske ustave. V elegijah in jambih je pojasnil svoje etične ideje in refleksije, obrazložitve in utemeljitve svojega političnega dela. Preden se je 594 pr. n. št. kot arhont eponim lotil reform, je s svojo elegijo Salamina spodbudil Atence, da zavzamejo otok Salamina, ki so ga tedaj zasedali prebivalci Megare in onemogočali atensko trgovino. Celotno Solonovo pesniško delo je obsegalo okoli 5000 verzov, danes so ohranjeni samo deli in so napisani v glavnem v jonskem in epskem narečju z več atiškimi prvinami. Poleg Salamine so tu še Opozorila Atencem, elegije, v katerih Solon opravičuje in razlaga svoje reforme, in Opozorila sebi, v katerih opisuje svoja etična načela.
V drugi polovici 6. stoletja pr. n. št. je živel in deloval Teognis (Θέογνις), pesnik elegij iz Megare. Ohranjenih je 1389 njegovih verzov. To so odlomki, ki jih je nekdo zbral iz njegovih elegij z gnomsko in moralno težnjo. Sčasoma so bili tem verzom dodani še nekateri verzi drugih pesnikov. O njem se ve, da je bil aristokratskega rodu in prepričanja ter da je sodeloval pri sporih med aristokrati in demosom, ki so uničevali njegovo državo. Ko je na koncu demokratska stranka zmagala, so morali aristokrati bežati iz Megare. Med njimi je bil tudi Teognis, ki je potem živel na Siciliji, na Evboji in v Šparti. Vsi ti politični spopadi in težave so se čutili v njegovih elegijah, katerih glavni del so ὑποθῆκαι (= opozorila), ki so namenjena mlademu plemiču Kirnu, pesnikovemu eromenosu, so polne strasti in bolečine zaradi izkušenj, ki jih je doživljal v neprestanem boju, stiski in revščini. Njegov moralni nauk je pesimizem: mladost in življenje samo sta nestalno dobra, smrt in revščina prežita na vsakem koraku, dobri propadajo, zli zmagujejo. Misel na smrt izziva pri pesniku uživanje v radosti in mladosti, zato v njegovi poeziji najdemo tudi vesele trenutke.
Njegovni sodobnik je bil Fokilid (Φωκυλίδης), grški gnomski pesnik (Milet, prva polovica 6. stoletja pr. n. št.), katerega elegije in pesmi v tetrametru imajo didaktično naravo, vendar se ne odlikujejo z globoko vsebino kot Solonove ali Teognisove. V ohranjenem fragmentu osmih verzov je poučna pesem v heksametru, v kateri so se nizale slabo povezane gnome. Na podlagi maloštevilnih fragmentov se težko oceni prava narava Fokilidove poezije. V drugi polovici 6. stoletja pr. n. št. je živel tudi prvi grški pesnik, filozof in satirik Ksenofan iz Kolofona (Ξενοφάνης ὁ Κολοφώνιος, okoli 565 do 473 pr. n. št.), ki je bil po tradiciji ustanovitelj elejske filozofske šole. Poleg epskih poem Ustanovitev Kolofona in Naseljevanje Eleje' je pisal elegije in prvi v grško književnost uvedel novo vrsto poezije z imenom Σίλλοι (=oponašalec), v kateri je satirično ostro kritiziral ljudska verovanja in človekove pomanjkljivosti. Ksenofan ni bil velik pesnik, a je z ostro kritiko tradicionalnega dojemanja antropomorfnih božanstev in verskih prepričanj ter obredov nasploh krepil vero ljudi v njihovo lastno moč in jih spodbujal k samorefleksiji.

#### Jamb
Jambi so bile pesmi, napisane v verzni obliki jambskega trimetra (12 zlogov) ali trohejskega tetrametra (16 zlogov). Jambsko poezijo je spremljala glasba, a se ni pela: to je bila παρακαταλογή, ritmična recitacija z glasbeno spremljavo glasbil jambika in klepsijamba. Vsi jambski pesniki so bili Jonci. Jamb dopušča vrsto različnih tonov, od smeha do poroga in prezira z liriko takega izraza, ki ga elegija ni poznala. Najstarejši in najmočnejši pesnik jamba je bil Arhiloh (Ἀρχίλοχος) z otoka Parosa, ki je živel v 7. stoletju pr. n. št. burno in nemirno življenje, polno težav in pustolovščin, kar se vidi iz fragmentov. Ko je izgubil vse premoženje, se je preselil na Tasos in se kot plačanec pridružil vojski, ki se je bojevala proti Tračanom, a neuspešno, zato se je vrnil na Paros. Spet je postal vojak in padel v boju proti Naksošanom. Po ohranjenih fragmentih je bil odločen človek, nenaden in iskren, vedno pripravljen za napad z jambi, pogosto ostrimi, nasprotnikov in tistih, ki so se mu zamerili. Bil je globoko občuten in plemenit, a strastna in neuslišana ljubezen do Neobuli, hčerke aristokrata Likamba iz Parosa, je bila razlog za nežne in sentimentalne ljubezenske pesmi, ki so se spremenile v besno sovraštvo, ko ga je Likamb zavrnil. Od tedaj je Arhiloh oba napadal s tako ostrimi in zajedljivimi pesmimi, da jima – po legendi – ni preostalo drugega, kot da sta se obesila. Arhilohova poezija je bila raznovrstna, od lepih in plemenitih slik do najstrožje ironije in vulgarnosti. Zelo je vplival na poznejše grške lirike, med rimskimi pesniki pa ga je posebej častil Horacij.
V 7. stoletju pr. n. št. je živel Arhilohov sodobnik Semonid Amorginos (Σημονίδης ὁ Ἀμοργινός), rojen na Samosu in ustanovitelj kolonije na otoku Amorgosu. Pisal je elegije in jambe. Ohranjeni fragmenti kažejo poučno in refleksivno poezijo. Najbolj znan je po jambski satiri O ženah (Περὶ γυναικῶν), v kateri duhovito in ironično oriše deset tipov ženskega značaja, ki jih primerja z različnimi živalmi in prvinami: izvor umazane ženske je svinja, premetene lisica, zgovorne psica, počasne in lene zemlja, omahljive morje itd. Pogled na življenje, ki ga prikazuje ta sovražnik žensk, je precej pesimističen: bolezen, starost, vojna, brodolom in samomor – to je prevladujoč okvir njegove življenjske stvarnosti. Pozneje je živel Hiponaks (Ἱππῶναξ) iz Efeza, ki je ustvarjal okoli polovice 6. stoletja pr. n. št. Bil je prvi pesnik realist, pravi in iskren pesnik siromak, označen kot pesnik najbednejših družbenih slojev. Najpomembnejši so njegovi jambi, od katerih so ohranjeni samo fragmenti, a se iz njih lahko rekonstruira vrsta okoliščin in tipov, na primer: praznik, na katerem se pije iz vedra, javne hiše s prostitutkami, smrdljive krčme, polne insektov, trg s prizori telesnih kazni. V pesmih kot glavni liki nastopajo siromaki, surovi in goli, ki drhtijo od mraza, med njimi tudi sam pesnik. Hiponaksova poezija je neposredna, silovita, ostro individualizirana, realistična, grenka, včasih porogljiva in ironična, zato ga lahko imamo za daljnega predhodnika cinične morale.

#### Melika
Melika ali lirika v ožjem pomenu besede je zajemala pesmi, ki so jih peli ob spremljavi harfe, kitare ali lire. Glavni zvrsti sta bili monodična in zborovska lirika. 
Najslavnejša grška pesnica Sapfo (Σαπφώ, druga polovica 7. stoletja pr. n. št.) je bila z otoka Lezbosa. Bila je iz aristokratske družine, zato se je Sapfo, ko je okoli 596 pr. n. št. vladajoča demokracija pregnala plemstvo, umaknila na Sicilijo, od koder se vrnila, ko je Mitilenu zavladal Pitak. O njej so krožile mnoge legende: da je bila grda, da se je vrgla z levkadske stene, ker ji mladenič Faon ni vračal ljubezni, da je bila lezbijka – po njej se ne nazadnje imenuje istospolna ljubezen med ženskami. Ne glede na legende iz njene poezije izhaja, da je Sapfo znala močno ljubiti. Okoli sebe je zbirala mlada dekleta, ki jih je poučevala glasbo in poezijo, zato je svoj dom imenovala »hiša muz«. Pesnik Alkej jo je imenoval »čista« (ἄγνα), Platon »deseta muza«, Strabon »nekaj čudnega« (θαυμαστόν τι χρῆμα). Njene pesmi so antični filologi razvrščali v devet knjig ob zasebni knjigi epitalamijev (svatbenih pesmi). Najboljše so njene ljubezenske pesmi, pisane v sapfični kitici, imenovani po njej. Njena poezija je prežeta z lepimi mislimi, polna je ljubkih slik v lepem jeziku in izpopolnjenem slogu.
Jonski penik Anakreont (Ἀνακρέων, rojen okoli 570 pr. n. št.) je bil iz mesta Teos na maloazijski obali. Ko je Kir II. osvojil Teos okoli 545 pr. n. št., se je Anakreont izselil še z nekaterimi someščani v Abdero v Trakiji, nato pa je bil na dvoru samoškega tirana Polikrata, ki je bil takrat na vrhuncu moči. Po Polikratovem umoru je Anakreonta v Atene pripeljal Hiparh, Pejzistratov sin. Po okoli 514 pr. n. št., ko je tudi Hiparh izgubil oblast, o Anakreontovem življenju ne vemo nič zanesljivega: živel naj bi pri družini Alevadi, pri Ehekratidu v Tesaliji ali spet v Teosu. Umrl naj bi star 85 let v Abderi. Anakreont je bil pravi naslednik subjektivne eolske poezije Alkeja in Sapfo, čeprav ne s tako globoko senzibilnostjo. V pesmih je opeval vino, lahkotno ljubezen, minljivost in uživanje. Ohranjenih je le okoli 100 kratkih fragmentov. Slavil je Dioniza in Erosa. Dva fragmenta sta bila del himne, posvečene Dionizu in Artemidi, pisal je elegije, jambe in epigrame. Anakreontovo pesništvo vedrega in ugodnega razpoloženja je bilo zelo priljubljeno že v antiki. Poznejši pesniki so se zgledovali po njem in pisali pesmi s podobno vsebino: ohranjenih je okoli 60 takih pesmi lagodne vsebine, imenovanih anakreontika (Ἀνακρεόντεια). Po njem se je zgledoval tudi velik rimski pesnik Horacij.

#### Zborovska lirika
Iz Sard v Lidiji je bil Alkman (Ἀλκμάν, druga polovica 7. stoletja pr. n. št.) ali je živel v Šparti. Pisal je himne, peane (svečane obredne pesmi v Apolonovo čast), hiporheme (vesele in živahne plesne pesmi ob spremljavi kitare ali frule), skolije (gostijske pesmi) in erotične pesmi, najbolj pa se je proslavil s partenijami, pesmimi, ki so jih v čast bogov peli dekliški zbori. Od redkih fragmentov, ki so ohranjeni, je najdaljši odlomek 100 spevo iz pesmi, ki je, kot se zdi, spesnjena v čast Dioskurja in Artemide, in v kateri pesnik od pohvale boginji hitro preide na pohvalo ljubke lepote deklet iz zbora, prežeta je s sijajnimi prizori iz njihovih vsakodnevnih običajev. Tudi o Stezihorju (Στεσίχορος, konec 7. in začetek 6. stoletja pr. n. št.), ki se je morda rodil v Metavru v južni Italiji, a živel v Himeri na Siciliji, ni mogoča sodba, ker se je ohranilo premalo fragmentov, od katerih je najdaljši dolg šest verzov. Ta pesnik, ki mu pripisujejo inovacije v glasbi in metriki – med katerimi je najpomembnejša delitev zborovske pesmi na triade, ki sestavljajo verz (kitica, strofa), antistrofa in epoda (pesniška oblika, pri kateri kitice sestavljata po dva verza) – je obdeloval tudi ljudske lokalne povesti o strasteh in nesrečnih ljubeznih, npr. o pastirju Dafnisu, ki ga je zaradi nezvestobe oslepila ljubosumna nimfa. Iz južne Italije je bil tudi Ibik (Ἴβυκος, začetek 6. stoletja pr. n. št.) iz mesta Regija, ki je velik del življenja preživel na dvoru samoškega tirana Polikrata, kjer je spoznal tudi Anakreonta. Ohranjen je večji odlomek na papirusu s pohvalo Polikratovega mladega sina. V antiki je bil Ibik cenjen kot pesnik enkomij, tj. hvalospevov v čast znamenitih sodobnikov in homoerotičnih pesmi, v katerih je prikazoval strastno ljubezen do mladeničev.
Simonid iz Keosa (Σιμωνίδης, 556–468 pr. n. št.) se je rodil na otoku Keosu, živel na dvorih različnih tiranov (Pejzistrat v Atenah, Skopadi v Kranonu in Alevadi v Larisi v Tesaliji) in umrl v Agrigentu na Siciliji. Na začetku grško-perzijske vojne je bil v Atenah, kjer je postal pesnik boja grškega naroda proti Perzijcem: opeval je vse grške zmage in v elegijah slavil junake, padle v boju pri Termopilah, Maratonu, Salamini in Platajah. Zborovske pesmi so bile: enkomiji, ditirambi (pesmi v čast Dioniza), parteniji, peane in himne, bil pa je znan tudi kot ustvarjalec nove vrste poezije – epigrama. V antiki je bil Simonid zelo poznan po globini čustev, ki jih je s svojimi žalostinkami znal prebuditi pri poslušalcih.
Simonidova lirika z jasnim in enostavnim slogom ter živimi slikami in močnimi čustvi, blagim pesimizmom je v grški književnosti odprla nov horizont, na katerem blestita Bakhilid in Pindar. Bakhilid (Βαχυλίδης, okoli 518–450 pr. n. št.), Simonidov nečak, se je rodil na otoku Keosu. O njegovem življenju se ne ve veliko. Najbrž je bil v Atenah, Tesaliji, na Egini in v Sirakuzah na dvoru Hierona I., kjer je tekmoval s Pindarjem pri čaščenju Hieronovih zmag v grškem ljudskem tekmovanju. Vse do konca 19. stoletja smo od njegovih pesmi imeli samo neznatne fragmente, a je leta 1896 je bilo na egipčanskih papirusih najdenih 14 epinikij (pesmi v čast zmagovalca na atletskem tekmovanju) in 6 ditirambov, zato je Bakhilid po Pindarju najbolj znan zborovski lirik. Bakhilidov epinikij ima isto strukturo kot Pindarjev, tj. aktualnost (hvali se zmagovalec v nekem tekmovanju, njegovi predniki in mesto) – mit (govori o nekem heroju kot predniku zmagovalca ali se obdeluje mit, povezan z mestom zmagovalca ali mit o lokalnem tekmovanju) – aktualnost (gnomski nasveti in opozorila, ki jih zmagovalec mora upoštevati). Bakhilidovi ditirambi so podobni baladam, ker so v njih epizode iz mitov razčlenjene lirsko. Zanimiv je ditiramb Tezej (Θεσεύς), ki je v obliki dialoga med Tezejevim očetom Egejem in zborom Atencev.
Pindar (Πίνδαρος, 522 ali 518–442 pr. n. št.) iz Kinoskefala pri Tebah je bil iz ugledne aristokratske družine, zato je celotno pesništvo globoko prežeto z duhovnimi ideali grške aristokracije. Pindarjevo pesniško delo, zelo bogato in raznovrstno, je obsegalo vse vrste zborovske lirike: himne, peane, ditirambe, prozodije, partenije, hiporheme, enkomije, trene (tožbe za mrtvimi) in epinikije. V popolnosti je poleg fragmentov ohranjenih 44 epinikij ali od, ki se delijo v štiri skupine: olimpijske (Ὀλυμπιονῖκαι), pitijske (Πυθιονῖκαι), nemejske (Νεμεονῖκαι) in istmijske (Ἰσθμιονῖκαι). Pindarjeve ode, ki jih odlikuje velika raznovrstnost ritma in metričnih oblik, so strukturirane glede na običajno shemo aktualnosti – mit – aktualnost. Pesnikova pozornost je namenjena zunanjim okoliščinam atletske zmage: samega tekmovanja nihče ne opisuje, ker ga zmaga zanima samo kot vrlina, ki slavi zmagovalca. Sledi nagel prehod v mit (t. i. pindarski let), ki je najdaljši del ode, v njem se najbolj izražajo pesnikov duh, njegovi pogledi na življenje in njegovi ideali. Globoko religiozen Pindar je iz mita umaknil vse negativne poteze heroja in bogov. Veliko slavo je dosegel že v antiki, pogosto kot največji grški lirik, ki mu je pripadlo prvo mesto pri aleksandrijskih filologih, njegov neposredni vpliv pa je viden v zborovskih delih tragedije.

### Proza
Začetki grške književne proze segajo v 6. stoletje pr. n. št., čeprav se je uporabljala tudi prej v vsakdanjem življenju (pisanje zakonov, pogodb, spiski zmagovalcev na igrah, spiski svečenikov in uradnikov ter vsakovrstni napisi). Proza je nastala v Joniji, kjer so bila takrat najnaprednejša in najbogatejša mesta v vsem grškem svetu. Jonci so bili dobri opazovalci narave in so prvi v obliki kratkih sintez poskušali najti odgovore na vprašanja, ki jim jih je postavljala narava: tako sta nastali filozofija in znanost. Jonski filozofi so začeli z novim obdobjem v filozofiji z vprašanjem o prazačetku vsega, kar obstaja, vprašanjem o bivajočem. Jonci so pisali v jonskem narečju, ki se je ustalilo kot jezik najstarejše grške proze. Že v antiki se je razpravljalo, ali je bil prvi prozni pisec zgodovinar Kadmos Miletski (začetek 6. stoletja pr. n. št.), ki je sestavil spis Ustanovitev Mileta in cele Jonije ali njegov sodobnik filozof Ferekid iz Sirosa s svojim kozmogonijskim spisom Heptamih (= Pečina s sedmimi skrivališči).
Prvi pravi grški filozofi in začetniki znanosti so bili trije Miletčani, člani miletske šole. Prvi, Tales (Θαλῆς ali Θάλης, 624–547 pr. n. št.) – ki ni zapustil nič napisanega –, pravi, da je pravzrok vsega v naravi voda, Anaksimen (Ἀναξιμένης, sredina 6. stoletja pr. n. št.) meni, da vse stvari nastanejo z zgoščevanjem in redčenjem zraka, najbolj abstraktne odgovore pa je dal Anaksimander (Ἀναξίμανδρος, 610–547), ki ima za pravzrok vsega nedoločeno materijo, imenovano apeiron (ἄπειρον), iz katere zaradi menjave toplega in hladnega nastaja svet. Anaksimander je malo starejši od Anaksimena in je sestavil prvi filozofski spis z naslovom O naravi (Περὶ φύσεως), Anaksimen pa je svoje misli zapisal v spisu z istim naslovom. 6. stoletje pripada tudi Pitagori (Πυθαγόρας), ki ni zapustil nič napisanega in je menil, da harmonija, ki vlada svetu, izhaja iz številskih razmerij, ki vladajo svetu: število je popolnost. Pitagora je naredil velik vtis na antično filozofijo in znanost neposredno ali prek svoje pitagorejske šole.
Najstarejši grški zgodovinarji in geografi, običajno imenovani logografi (λογογράφος = prozni pisec), tako so se v Atenah imenovali tudi tisti govorci, ki so za svoje stranke sestavljali sodne govore. Najpomembnejši logograf je bil Hekatej (Ἑκαταῖος ὁ Μιλήσιος), ki je živel, ko je v Perziji vladal kralj Darej I. (525–485 pr. n. št.) in je napisal dve deli: Genealogije (Γενεαλογίαι) z zgodbami o mitskih junakih, v katerih je poskušal vnesti nekaj kronološkega reda in z naivnim racionalizmom odstraniti, kar se mu je zdelo neverjetno, ter Opis Zemlje (Γῆς περίοδος) z geografskimi opisi Evrope in Azije ter podatki o narodih in njihovih običajih.
Prvi pisec evropskih basni je bil Ezop (Αἴσωπος, 6. stoletje pr. n. št.), s tem da so korenine basni kot književne vrste iz davne preteklosti in so morda nastale v Indiji. Ezop je bil po rodu iz Frigije v Mali Aziji in je bil suženj pri več gospodarjih. Zdi se, da svojih basni ni pisal, temveč pripovedoval v prozi, in so se nato širile ustno in se v svojem bistvu ohranile v izvirni obliki. V tem stoletju se je skoraj vsaka basen pripisovala njemu, zato je pod Ezopovim imenom ohranjen cel zbornik basni. Vsaka Ezopova basen je prava mala drama z zapletom, viškom in razpletom, pogosto s svežim humorjem, etično in pedagoško vrednost pa je ohranila še danes.

## Klasično obdobje
V drugi polovici 6. stoletja pr. n. št. so Jonijo zavzeli Perzijci in izgubili prvenstvo v kulturnem razvoju grškega sveta, ki od takrat in v vsem 5. in 4. stoletju pr. n. št. pripada Atenam. Kulturna hegemonija Aten sovpada z njeno politično hegemonijo, ki se je začela s sijajnimi zmagami pri Maratonu, Salamini in Platajah med grško-perzijskimi vojnami in se učvrstila z Delsko-atiško pomorsko zvezo. Atiška književnost v 5. stoletju pr. n. št. obravnava različna vprašanja, ki so jih postavljale sodobne družbene in politične razmere – državna politika, morala, izobraževanje, gospodarstvo – v središču teh vprašanj je človek, njegov položaj in vloga v družbi, pa tudi njegova moralna odgovornost za odločitve, ki jih sprejema. Glavne značilnosti klasične literature so tesna povezanost z narodom, obdelava vsakodnevnih življenjskih težav, monumentalnost in humanizem. Od književnih zvrsti so najpomembnejše drama, tragedija in komedija, ki so ob Homerjevih epih najpomembnejši prispevek Grkov k evropski književnosti.

### Tragedija
Nastanek grške drame sega v 6. stoletje pr. n. št., njeni vrhunci so bili v 5. in 4. stoletju pr. n. št. Najstarejše in skoraj edine podatke o nastanku tragedije najdemo v Aristotelovi Poetiki. Nastala je na podlagi improviziranega začetka tistih, ki so začeli peti ditiramb, doživela je mnogo sprememb, dokler ni dobila svoje običajne oblike. Predstave tragedij v stari Grčiji so bile namenjene božanstvom, bile so del državnega kulta. Dve bistveni značilnosti tragedije sta kult boga Dioniza in mit. Na razvoj tragedije je zelo vplivala vzpostavitev tiranije v mnogih polisih, ker so se tirani posebej naslanjali na kmečko prebivalstvo, med katerimi je bil popularen Dioniz, ki ni pripadal aristokratskemu Olimpu. Herodot pravi, da je Arion iz Metimne »prvi spesnil ditiramb, mu dal naslov in prikazal v Korintu«, a v Sudi piše: »Pravijo, da je Arion izumil tragični način, da je prvi sestavil zbor in spesnil ditiramb o tem, kar je pel zbor, ter uvedel, da so satiri govorili v stihih.« Iz ditiramba je ustvaril satirsko pesem, ko je postal običaj, da Dioniza slavi njegovo spremstvo, to so satiri, ki se v prenesenem pomenu zaradi brade in blodenj, morda pa tudi zaradi kostumov, imenujejo τράγοι (= koze). Beseda tragedija izvira iz grške besede tragodia, kar pomeni kozlovska pesem, torej pesem, ki so jo peli ljudje, preoblečeni v satire.
Atenski tiran Pejzistrat je razglasil dva pomembna praznika: panatenejske igre in dionizije. Leta 534 pr. n. št. je bila prvič prikazana tragedija pesnika Tespisa, ki naj bi bil »oče tragedije«. Nasproti zboru je postavil silena kot igralca, ki je zboru govoril nekaj, kar je zbor spodbudilo k petju ali se je z zborovodjem zapletel v razgovor. Uporabljal je obliko jambske pesmi, to je trohejski tetrameter in jambski trimeter. Tragedija je v Atenah nastala iz satirskega ditiramba, ki je prišel s Peloponeza. Tragedija je svojo pravo obliko dobila šele po padcu Pejzistratov.
Drugi atiški tragični pesnik je bil Heril, za katerega Suda pravi, da je napisal okoli 160 dram, znan pa je samo naslov ene, to je Alopa z vsebino iz elevzinskih misterijev. Najpomembnejši pesnik pred Ajshilom je bil Frinih iz Aten, za katerega je v enciklopediji Suda napisano, da je prvi tragično poezijo postavil na oder, prvi uvedel ženski lik, izumil tetrametre in napisal devet tragedij. Med njimi sta dve z zgodovinsko tematiko: Zavzetje Mileta in Feničanke (v njej slavi salaminsko zmago). Tragični pesnik je bil tudi Frinihov sin Polifrazimon, ki je po Sudi napisal tetralogijo Likurgija. Peti tragik je bil Pratinas, ki naj bi napisal 50 dram, od teh 32 satirskih iger. Znani sta dve Satiri rokoborci in Dismena ali Kariatide. V tej drugi drami naj bi se dva zbora prepirala. Tudi Pratinov sin Arist je pisal tragedije, znane so drame Perzej, Tantal, Antej, Atalanta, Kiklop in Orfej.
Pravi utemeljitelj grške tragedije pa je Ajshil (Αἰσχύλος, 525–456 pr. n. št.), rojen v Elevzini blizu Aten, ki je uvedel drugega igralca in zmanjšal vlogo zbora, nato od Sofokleja prevzel tudi tretjega igralca. Vsebino je jemal iz zakladnice grške mitologije, še posebej rad pa je obdeloval človeške usode. Poleg Sedmerice proti Tebam (Ἑπτὰ ἐπὶ Θήβας) o boju Ojdipovih sinov Eteokla in Polinika ter Vklenjeni Pometej o kazni, ki jo je Prometej dobil od Zevsa zaradi svoje pomoči ljudem, je Ajshil avtor tudi edine ohranjene trilogije v grški književnosti z naslovom Oresteja (Ὀρέστεια), ki govori o tragediji Atrejevega rodu, ko grozni zločini povzročajo nove zločine. Prvi del trilogije je Agamemnon (Ἀγαμέμνων), ki govori o Agamemnonovem uboju, sledi Prinašalke pitnih darov, Agamemnonov sin Orest ubije mater, konča pa se z delom Evmenide (Εὐμενίδες), ki govori o tem, kako Oresta preganjajo Erinije.
Mlajši Ajshilov sodobnik je bil Sofoklej (Σοφοκλής, 495–406. pr. n. št.), rojen v Kolonu pri Atenah in je pravi predstavnik Periklejeve dobe. Uvedel je tretjega igralca in s tem povečal dramatiko, zbor je povečal z 12 na 15 članov. Značaje svojih likov riše zelo pazljivo in se trudi, da jim dâ čim več človeških lastnosti ter bolj zapleteno in bogatejše duševno življenje. Tragedija Elektra (Ἠλέκτρα) govori o Agamemnonovi hčerki Elektri, ki živi za maščevanje in z bratom Orestom skuje zaroto, tako da Orest ubije mater Klitajmnestro. Najboljša je drama Kralj Ojdip (Οἰδίπoυς τύραννoς), ki govori o tem, kako je tebanski kralj Ojdip v nevednosti ubil svojega očeta in se poročil z lastno materjo ter na vrhuncu slave in moči odkrije strašen greh, v katerem živi, se oslepi ter odide v izgnanstvo. Antigona (Ἀντιγόνη) govori o Ojdipovi hčerki Antigoni, ki po smrti bratov Eteokla in Polinika želi pokopati brata Polinika, kar kralj Kreont prepove in Antigono kaznuje s smrtjo, to pa povzroči njegov propad. Ojdip v Kolonu (Oι̉δίπoυς ἐπὶ Κολωνῷ) govori o slepem izgnancu Ojdipu, ki po Apolonovem navodilu v Kolonu išče mir in očiščenje zaradi greha, kar se mu izpolni na smrtni postelji po zaslugi atenskega kralja Tezeja. Ohranjene so še drame Ajant (Αἴας) o norosti, ki je napadla Ajanta, ko je bilo Ahilovo orožje dosojeno Odiseju, Tračanke (Tραχίνιαι, tudi Trahinke), Filoktet (Φιλοκτήτης), v kateri Grki pustijo Filokteta na otoku Lemnosu, ker se mu iz rane širi nemogoč smrad, a pozneje ugotovijo, da ne morejo osvojiti Troje brez Heraklovega loka in puščic, ki so ostale pri Filoktetu.
Tretji velik tragični pesnik je bil Evripid (Εὐριπίδης, okoli 480–406 pr. n. št.), ki se je rodil na Salamini, a je v glavnem živel v Atenah. Je predstavnik nove dobe iz okoli sredine 5. stoletja pr. n. št., ko se začne kriza atenske demokracije in nastopi nova generacija, ki je pod vplivom naprednega učenja sofistične in materialistično-atomistične filozofije. Človek in usoda ostajata glavni vprašanji, ki ju rešuje v duhu tistega časa. Odlomek iz Evripidovega Belerofonta se glasi: »Če bogovi delajo nekaj sramotnega, niso bogovi.« Evripid religijo meri z moralo in se bori proti konvencionalnim in antropomorfnim bogovom, ki so moralno sporni. To ni ateizem, ampak religiozna razsvetljenost, ki ima čiste in vzvišene predstave o bistvu božanstva. Evripid je prvi v dramo vnesel psihološko analizo likov. Poseben Evripidov značaj je zasnovan na njegovih ženskih likih. Poleg ene satirske igre je ohranjenih 17 tragedij, med njimi Medeja (Μήδεια) o strastni žene, katere ljubezen se spremeni v sovraštvo, ki jo podžiga h groznim dejanjem, tudi umoru svojih otrok. Motiv strasti je tudi v Hipolitu (Ἱππόλυτος στεφανοφόρος), ki govori o tem, kako Tezejevo ženo Fedro muči ljubezen do posinovljenca Hipolita, ki na koncu oba pripelje v propad. Ifigenija pri Tavrijcih (Ἰφιγένεια ἡ ἐν Ταύροις) temelji na intrigi. Zanimiva je Elektra, ki Oresta in Elektro prikazuje ne kot junaka, ampak kot omahljiva in prestrašena nesrečnika, vredna pomilovanja. Evripid velja za enega največjih pesnikov vseh časov.

### Komedija
Čeprav je v antiki prevladovalo mnenje, da beseda komedija (κωμῳδία) izvira iz dorske besede κώμη – 'vas', je danes splošno priznana razlaga, da beseda izvira iz κῶμος, to je bučna družina veseljakov, ki pijani po veseljačenju v dionizijski razuzdanosti hodijo po mestu in pojejo pesmi porogljive vsebine. Komedija je torej nastala iz improviziranih začetkov, kot so petje faličnih pesmi ob sprevodu nošenja falusa (φαλλός = moški spolni organ, izdelan iz lesa, prevlečenega z rdečo kožo) kot simbola plodnosti in rojevanja ljudi, živali in zemlje. Pred razvojem komedije se je v Atenah neodvisno od te razvila megarska farsa in dorska ali sicilijanska komedija, ki sta vplivali tudi na atiško komedijo. Od 6. stoletja pr. n. št. so se pojavljajo komični izvajalci, ki se na Siciliji in v južni Italiji imenujejo flijaksi (φλύαξ – 'blebetači'). Imeli so improvizirane predstave, oponašali hrome in grbave starce, tatove, šarlatane, norce, kmete itd. Delo in komika flijaške farse je bila zasnovana na fizičnih značilnostih, razuzdanosti, nažiranju in vsakodnevnih prigodah.
Megarska komedija je v osnovi flijaks, anonimna in precej groba, svojo umetniško priredbo pa je dobila v delih Epiharma (Ἐπίχαρμος, 528–438 ali 431 pr. n. št.) iz Sirakuz, ki mu je Platon dal prednost pred antičnimi komediografi. Od njegovih dram je ostalo 37 napisov in okoli 200 fragmentov. Nekatere je navdihnil Herakej (Heraklej pri reševanju pasu – Ἡρακλῆς ὁ ἐπὶ τὸν ζωστῆρα), druge z Odisejem (Odisej dezerter– Ὀδυσσεὺς αὐτόμολος), tudi o Dionizovem mitu, trojanski zgodbi, pa o Tezeju, Ojdipu in drugih mitoloških likih. Drame s prizori iz vsakodnevnega življenja so Kmet (Ἀγρωστῖνος), Grabljivci (Ἁρπαγαί), Megaranka (Μεγαρίς) itd. Osnovne razlike med sicilijansko in atiško komedijo so v tem, da sicilijanska nima zbora in ni daljša od 300 do 400 verzov. Svojevrsten Epiharmov naslednik je bil Sofron (Σώφρων, rojen okoli 480 pr. n. št.) v Sirakuzah. O njem vemo zelo malo. Sestavljal je pantomime, vrsto ljudske farse, v kateri je oponašal smešne in včasih resne prizore iz vsakodnevnega življenja. Pantomimi je dal umetniško obliko.
V razvoju atiške komedije razlikujemo tri obdobja: stara, srednja in nova komedija. Glavne odlike stare komedije so zbor v nenavadnih kostimih, parabaza, oster osebni porog ter obdelava tem iz sodobnega političnega in družbenega življenja. Njena struktura je delno oblikovana po zgledu tragedije. O najstarejših atiških komediografih Hionidu in Magnesu ne vemo skoraj nič, malo več o Kratinu in Evpolisu, starejših Aristofanovih sodobnikih. Kratin (Κρατῖνος, 519–423 pr. n. št.) iz Aten je napisal 21 komedij, od katerih so ohranjeni le fragmenti. V njih je ostro napadal Perikla in njegov krog ali parodiral mitološke teme. Najizvirnejša komedija je Steklenica (Πυτίνη), v kateri je prikazal samega sebe: njegova zakonita žena Komedija mu preti z ločitvijo, ker jo je prevaral z ljubico Pijanduro in zapeljivim dečkom z imenom Vince (ali Glaž belega). Kratin je bil ustanovitelj politične komedije z izvirno pesniško močjo. Atenec Evpolis (Εὔπολις, 446–411 pr. n. št.) je napisal 17 komedij, ohranjeni so le fragmenti. Pisal je komedije s politično tematiko, napadal Perikla in demagoga Hiperbola. Satira na družbene in politične navade tistega časa je bila komedija Mesta (Πόλεις), ki je kritizirala atensko politiko do zaveznikov. Ena najboljših je komedija Občine (Δῆμοι): iz Hada pridejo Solon, Miltijad, Aristid in Periklej ter pomagajo težkemu položaju Aten s kaznovanjem zločincev in informatorjev.
Največji grški komediograf je bil Aristofan (Ἀριστσφάνης, okoli 445–385 pr. n. št.) iz Aten, glavni predstavnik stare atiške komedije. Po svojem političnem in etičnem prepričanju je bil konservativen in je branil stare običaje, kritiziral novotarije in sofistično izobraževanje. Politični napadi so bili uperjeni proti demokratskim državnikom, še posebej ostro proti demagogom – vodjem radikalne demokracije. V njegovih komedijah je najpogosteje v ospredju nemogoč načrt sprememb družbene stvarnosti, satira je v obliki utopije, zato neverjetnost dela ustvarja izrazito močan komičen učinek. Od 44 komedij, ki jih pripisujejo Aristofanu, je ohranjenih 11. Komedija Aharnjani (Ἀχαρνῆς, 425 pr. n. št.) je prežeta z močnim protivojnim duhom in pesnikovo strastno željo po končanju peloponeške vojne. Govori o tem, kako neki kmet sklene s svojo družino separatni mir s Šparto in uživa vse radosti. V Vitezih (Ἱππῆς, 424 pr. n. št.) ostro napada vodjo radikalne demokracije Kleona, ki je bil tedaj na vrhuncu moči. V Oblakih (Νεφέλαι, 423 pr. n. št.) kritizira sofistično izobraževanje in Sokrata, ki je zanj karikatura sofistike, ter prikazuje tekmovanje v pravičnem in nepravičnem govoru, ko prvi hvali staro in strogo vzgojo, drugi pa dokazuje, da ni pravice in da se zakoni lahko kršijo. V Osah (Σφῆκες, 422 pr. n. št.) se posmehuje strasti Atencev za spore s prikazom sodnega postopka proti psu, ki je ukradel sir. Komedija Mir (Εἰρήνη, 421 pr. n. št.) prikazuje nekaj dni pred nikijskim mirom: kmet odide na nebo, da bi osvobodil boginjo miru, ki jo ima ujeto bog vojne, jo osvobodi in prinese na zemljo kljub nasprotovanju izdelovalca orožja. Najduhovitejša je komedija Ptice (Ὄρνιθες, 414 pr. n. št.), ki parodira politične, socialne in verske načrte o izboljšanju sveta: dva Atenca letita proti pticam in med nebom in zemljo ustanovita ptičje cesarstvo, od koder bodo ptice vladale ljudem in bogovom. Komedija Praznovalke tezmoforij (Θεσμοφοριάζουσαι, 411. pr. n. št.) je parodija na sodobne tragične pesnike, posebno Evripida, ki ga ženske obsodijo na smrt zaradi njegove mizoginije. Lizistrata (Λυσιστράτη = ta, ki razpusti vojsko, 411 pr. n. št.) prikazuje stanje po atenskem porazu pri Sirakuzah s protivojno ostjo: ženske sprtih strani odrečejo spolne odnose svojim možem in jih s tem prisilijo, da sklenejo mir. Žabe (Βάτραχοι, 405 pr. n. št.) so napisane po Evripidovi smrti: Dioniz, zaskrbljen zaradi usode tragedije, odide v Had, da pripelje na svet Evripida, v drugem delu pa tekmujeta Ajshil in Evripid s citati iz svojih tragedij, zmaga Ajshil. Komedija Zborovanje (Ἐκκλησιάζουσαι, 392 pr. n. št.) se posmehuje ženskam, ki namesto ljudskih demagogov prevzamejo državno upravo in vzpostavljajo skupno lastnino žena in mož: to je edini poskus – pravi pesnik – ki ga Atene še niso preizkusile. V komediji Pluto (Πλοῦτος = Bogastvo, 388 pr. n. št.) pesnik obžaluje, da je bogastvo razdeljeno nepravično, še posebej uspela je scena tekmovanja Bogastva in Revščine.
O srednji komediji iz obdobja med okoli 385 do 330 pr. n. št. ne vemo skoraj nič, jih je pa bilo napisanih veliko, okoli 800 komedij je napisalo 57 piscev. Razen nekaj kratkih fragmentov in več naslovov ni nič ohranjeno. Najbolj znani pisci srednje komedije so bili Antifan (Ἀντιφάνης), Anaksandrid (Ἀναξανδρίδης) in Aleksis (Ἄλεξις). Tema srednje komedije je bila zelo različna: mitološka parodija, intrige in ljubezenske zgodbe, prizori iz vsakodnevnega življenja.
V novi komediji v obdobju od okoli 330 pr. n. št. do okoli 260 pr. n. št. zbor ne sodeluje več v delu, ampak s svojimi pesmimi polni odmore med dejanji, osebni napadi so redki in nedolžni, uperjeni redno proti parazitom, heteram in filozofom. Na strukturo nove komedije je posebej vplivala tragedija, in to posebej Evripid. Osnovna motiva nove komedije sta vsakodnevno družinsko življenje in ljubezen: zaljubljeni mladenič mora premagati razne ovire, da bi prišel do dekleta, ki ga ljubi, pri tem mu pomaga njegov iznajdljivi suženj, ki najde izhod iz vsake težave. Motiv reševanja dekleta poveže z motivom izpostavljenega in najdenega otroka: posiljeno dekle rodi in se znebi otroka, ki bo rešen. Na tej podlagi nastane zapletena spletka, ki se srečno konča. Največji pesniki nove komedije so bili Filemon, Difil in Menander. Od prvih dveh so ohranjeni preveč kratki fragmenti, da bi lahko presojali o njuni umetnosti. Menander (Μένανδρος, okoli 343 do okoli 291 pr. n. št.) iz Aten pa je napisal 105 komedij, od katerih so ohranjeni številni kratki fragmenti, precej odlomkov komedij Dekle s Samosa (Σαμία), Dekle z odrezanimi lasmi (Περικειρομένη – Perikeiromene), Razsodba (Ἐπιτρέποντες – Epitrepontes) in ena cela komedija – Čemernež (Δύσκολος), 317–316 pr. n. št.). Osnovni motiv Menandrovih komedij je zasebno življenje atenskih meščanov, posebej ljubezen in obvladovanje raznih ovir do srečnega konca. Pesnikova izvirnost je v iskanju nepričakovanih rešitev in manevriranje v strogih okvirih nove komedije. Pesnik uspeva individualizirati tipske like (starca, mladeniča, sužnja, hetero, parazita itd.) in jih prikazati umetniško prepričljive. Komedije so pogosto sentimentalne in romantične, humor je blag in diskreten ter z malo akcije. Menander je prek svojih rimskih epigonov Plavta in Terencija močno vplival na evropsko dramsko tradicijo do sodobnih časov.

### Filozofija
V klasičnem obdobju je antična filozofija doživljala svoj vrhunec. Od predsokratikov je kronološko prvi Heraklit (Ἡράκλειτος, okoli 535–okoli 475 pr. n. št.), ki je menil, da je praelement vsega ogenj in da je vse na svetu v stanju neprestanega spreminjanja in gibanja, ki je posledica nasprotnosti. Pisal je v prozi, a je svoje misli izražal v pravih pesniških podobah v kratkem in jedrnem slogu. Parmenid (Παρμενίδης, okoli 515 pr. n. št.) je glavni predstavnik eleatske filozofske šole v južni Italiji. Svoje mišljenje o enem, večnem, togem in nespremenljivem boju je predstavil v pesnitvi O naravi (Περὶ φύσεως), a so ohranjeni fragmenti, iz katerih se vidi, da je bil osrednji pesnik in velik mislec. Zenon iz Elee je branil in razlagal filozofsko misel svojega učitelja Parmenida in v znanih aporijah poskušal dokazati nezmožnost gibanja. Empedokles (Ἐμπεδοκλῆς, okoli 495–435 pr. n. št.) iz Akraganta na Siciliji je ustanovitelj atomizma. Pripisujejo mu dva epa v heksametrih: O naravi (Περὶ φύσεως) in Očiščenja (Καθαρμοί). V njiju pojasnjuje, da je stvarnost sestavljena iz štirih elementov – zemlje, vode, ognja in zraka, ki se ves čas združujejo in razhajajo pod vplivom ljubezni in boja. Na to misel se naslanja Anaksagora (Ἀναξαγόρας, okoli 500–428 pr. n. št.), a jo razvija v abstraktnejšo razlago: svet se sestoji iz enako deljivih in nespremenljivih delcev, ki jih imenuje homeomerije (τὰ ὁμοιομερῆ), ki so bili nekoč deli celote, a jih je v gibanje prisilil svetovni um (νοῦς). Anaksagora je pripravil podlago za Levkipov (Λεύκιππος) nauk o atomih, ki ga je naprej razvil Demokrit (Δημόκριτος, okoli 470– 360 pr. n. št.). Atomi (ἄτομος = 'nedeljiv') se razlikujejo po obliki, redu in položaju in so neprestano v gibanju. Od Demokritovih 60 del v jonskem narečju so ohranjeni fragmenti. S svojo materialistično filozofijo je Demokrit prek Epikurja vplival na vse duhovne struje v grškem svetu do konca helenizma, mnogo pristaše pa je imel tudi v Rimu. Njegov sodobnik je bil tudi največji antični zdravnik Hipokrat (Ἱπποκράτης, okoli 460– 377 pr. n. št.), oče znanstvene medicine. Ohranjenih je 52 spisov z njegovim imenom, a niso vsi njegovi. V njih so tudi genialne domneve, ki jih je sodobna znanost potrdila, npr. teorija o ustroju človeškega organizma, ki je zasnovana na teoriji o štirih sokovih (kri, sluz, žolč in črni žolč), od katerih sta odvisna značaj in zdravje vsakega človeka; sodobne teorije o hormonih so svojevrstna vrnitev k Hipokratu. Znameniti so njegovi Aforizmi (Ἀφορισμοί), ki so bili razširjeni v srednjem veku, in spis O zraku, vodi in tleh (Περὶ ἀέρων, ὑδάτων, τόπων), v katerem raziskuje odnose med podnebjem in zdravjem.
Na nadaljnji razvoj filozofije so močno vplivale družbene, politične in gospodarske razmere. Po zmagi nad Perzijci se je v Atenah razvila zelo živahna dejavnost. Filozofsko razmišljanje takrat opusti problematiko narave in se osredotoči na človeka (ἄνθρωπος) in celotno družbeno problematiko – začne se antropološka doba grške filozofije. Pojavijo se sofisti (σοφισταί), potujoči učitelji, ki so z govori, predavanji in polemikami izobraževali svobodne grške državljane. Najznamenitejši sofist je bil Protagora (Πρωταγόρας, okoli 481–411 pr. n. št.) iz Abdere v Trakiji. Menil je, da je »človek merilo vseh stvari, obstoječih da so, a neobstoječih da niso«, kar je že v stari Grčiji povzročilo velike polemike: nekateri so menili, da Protagora misli, da je mnenje edina stopnja pri možnosti ljudskega spoznanja in da je s tem v zvezi resnično samo tisto, kar posameznik lahko spozna, drugi so menili, da je s »človek« Protagora mislil na človeka kot generično bitje in ne individualno. V polemikah je Protagora z argumenti in protiargumenti izostril misli in navdušil vse prisotne. To je do skrajnih meja izostril sofist Gorgias (Γοργίας, okoli 480–370 pr. n. št.) iz Leontina na Siciliji, ki je bil govornik in mislec (sofist). Relativizmu in skepsi v spoznanju pri vseh sofistih ustrezata relativizem in skepticizem v etiki: ni splošno uveljavljenih etičnih norm, razlikujejo se od naroda do naroda, od obdobja do obdobja.
Glavni nasprotnik sofistov je bil Sokrat (Σωκράτης, okoli 470–399 pr. n. št.), ki je tako kot sofisti človeka imel za središče svojega proučevanja. Njegovo učenje poznamo iz Ksenofontovih, Platonovih in Aristotelovih del. Sokrat je skušal utrditi pojmovno vrednost posameznih moralnih norm, s čimer je želel razveljaviti sofistični relativizem v etiki. Postopek je bil dialektičen, kar pomeni, da se je v razgovoru (dialogu) tako dolgo z argumenti in protiargumenti upiral posameznim stališčem (svojim ali sogovornikovim), dokler ni postal pojem popolnoma jasno opredeljen. Njegove javne razprave, v katerih je z induktivno metodo »ironije« (εἰρωνεία) preizkušal etična stališča s ciljem jasne opredelitve pojmov, so bile ostra kritika sofističnega načina filozofiranja.
Najgenialnejši Sokratov učenec in eden največjih idealističnih filozofov nasploh je bil Atenec Platon (Πλάτων, 427–347 pr. n. št.), utemeljitelj Akademije, ki je v glavnem pisal dela v obliki dialogov. Ni samo velik mislec, ampak tudi velik umetnik. Filozofski dialog je pravo umetniško obdelavo dobil prav v Platonovih spisih. V njegovih dialogih razpravljajo filozofi, pesniki in mladi ljudje Sokratovega društva. Platonovi dialogi kažejo avtorjevo sposobnost za živo postavljanje scene, ki ji ne manjka dramatike (Protagora), gostija po zmagi na tragičnem tekmovanju v delu Gorgias, izlet v vročem poletnem dnevu v Fajdrosu, Sokratov sestanek s prijatelji pred smrtjo v Fajdonu. Platon je bil velik mojster portretiranja likov. Od vseh likov je najboljši Sokratov. Dialogi so prežeti s sijajnimi pesniškimi slikami in primerjavami. Med književno najuspešnejšimi dialogi so: Poslednji dnevi Sokrata, ki so globoko poetični in prežeti s herojskim žarom Sokrata, ki gre v smrt, ker ostaja zvest svoji nalogi, Fajdon, v katerem prevladuje žalost, ki jo Sokratu uspe ublažiti s svojo vedrino, Fajdros, ki vsebuje mnogo pesniških slik, od krajine do drugega Sokratovega govora, in Praznovanje, verjetno najboljše Platonovo delo z vidika književnosti, v katerem filozofija zavzema samo manjši del in v katerem se poleg življenjske radosti govori o ljubezni.
Največji filozof antike je bil Aristotel (Ἀριστοτέλης, 384–322 pr. n. št.), Platonov učenec in ustanovitelj peripatetične filozofske šole. Napisal je številne spise, ki so obravnavali vsa področja znanja. V njegovem duhovnem razvoju lahko razlikujemo tri obdobja: v prvem je naslednik Platona, v drugem ostro kritizira Platonovo filozofijo, posebej teorijo ideje, v tretjem razčleni svojo lastno filozofijo in se posveča proučevanju naravnih pojavov. Od filozofskih spisov sta najpomembnejša: Organon (Ὄργανον = orodje filozofiranja), v katerih se kaže kot ustanovitelj formalne logike, in Metafizika, v katerih razpravlja o odnosu materije in oblike ter o bistvu entelehije (gibalo smotrnega razvoja česa do popolne, dovršene oblike), torej o najbolj splošnih načelih, ki so osnova vsega posameznega. Za zgodovino književnosti sta posebej pomembna dva Aristotelova spisa: Retorika (Τέχνη ῥητορική), v katerem daje navodila za govorništvo, in znamenita Poetika (Περὶ ποιητικῆς), v kateri je splošen uvod o poeziji, mnenje o epiki in končno analizira bistvo in pomen tragedije. Poetika, posebej del o katarzi, tj. očiščenju, ki vpliva na usmiljenje in strah, je prežeta s kritiko Platonove negacije umetnosti. Med pomembnimi Aristotelovimi učenci je bil Teofrast (Θεόφραστος, okoli 372–287 pr. n. št.) ki je bil po Aristotelu dolgo časa na čelu peripatetične šole. Za književnost je najpomembnejše delo Značaji (Ἠθικοὶ χαρακτῆρες), v katerem je skiciral 30 značilnih nosilcev neke ljudske pomanjkljivosti ali slabosti (laskavec, čvekač, obrekovalec, pristaš oligarhije, praznoveren človek itd.), in pokazal, kako posamezen tip značaja ravna v vsakodnevnem življenju. S tem delom so bili postavljeni temelji karakterologije.

### Zgodovinopisje
Prvi pravi zgodovinopisec je bil Herodot (484 do okoli 425 pr. n. št.) iz Halikarnasa. Osnovna tema njegove Zgodovine (Ἱστορίης ἀπόδεξις) je grško-perzijski spor in o tem, kaj je bilo pred tem in kar je sledilo. Vnesel je mnoge ekskurze o drugih narodih in državah (o Egiptu je cela druga knjiga). Delo je razdeljeno na devet knjig, imenovanih po Muzah. Tako so jo razdelili aleksandrijski filologi. Herodot je s tem delom zelo obogatil spoznanja iz etnografije, geografije in zgodovine, področij, ki jih opisuje. Z vidika znanstvenega zgodovinopisja Herodot poleg vseh pomanjkljivosti daleč presega svoje predhodnike ― jonske logografe, s književnega vidika pa se slog odlikuje po enostavnosti in jasnosti in ga lahko primerjamo s slogom ljudskih pripovedk.
Pravi znanstveni zgodovinar je Tukidid (Θουκυδίδης, okoli 460 do okoli 399 pr. n. št.). Naslov njegovega zgodovinskega dela je Peloponeška vojna (Ξυγγραφὴ περὶ τοῦ πολέμου τῶν Πελοποννησίων καὶ Ἀθηναίων) v osmih knjigah. Tukidid je nameraval opisati celo peloponeško vojno, a mu je to preprečila smrt, zato se delo konča z dogodki iz 411 pr. n. št. V zgodovinopisje je vnesel strogo kritiko, ki razlikuje resnično od lažnega, dokazano od verjetnega ter odkriva povezave med različnimi dogodki. Da bi čim bolje dokumentiral dogodke, je v delo vnesel nekatere popravke. Posebej pomembni so govori državnikov in vojskovodij, ker vsebujejo zgodovinske komentarje, razlagi pa dajejo dramatičnost in živost.
Ploden pisec je bil Ksenofont (Ξενοφῶν, okoli 430―354 pr. n. št.) iz Aten, ki je bil Sokratov prijatelj in njemu so posvečeni spisi Spomini na Sokrata (Άπομνημονεύματα), Apologija in Simpozij. Kot pisec ni samo zgodovinar, je tudi filozof, politik in didaktik. Sodeloval je pri pohodu desettisočev, ki ga je Kir Mlajši organiziral proti svojemu bratu Artakserksu 401 pr. n. št., o čemer piše v svojem delu Kirova odprava. V delu Kirova vzgoja (Anabasis) (Κύρου ἀνάβασις) opisuje Kirovo smrt in vračanje grških plačancev skozi Perzijo. V Grški zgodovini (Ἑλληνικά) nadaljuje prikaz grške zgodovine od tam, kjer jo je Tukidid končal, tj. od 411 do 362 pr. n. št., slavi Šparto in kralja Agezilaja. Slika idealnega vladarja, prikazuje življenje Kira II. (558―529 pr. n. št.), ustanovitelja velikega perzijskega imperija kot zgled vladarja in vojskovodje. Ksenofont piše v atiškem narečju, enostavno in jasno. Njegov izraz je eleganten in čist.
Ohranjenih je le nekaj fragmentov del drugih zgodovinarjev iz 4. stoletja pr. n. št. Med njimi najbolj izstopata Efor (Ἔφορος, okoli 400―330 pr. n. št.), ki je prvi napisal veliko splošno zgodovino cele Grčije in Teopomp (Θεόπομπος, okoli 375―306 pr. n. št.), ki je med drugimi v delu Grška zgodovina (Ἑλληνικά) nadaljeval Tukididovo delo Peloponeška vojna, od 410 pr. n. št. do bitke pri Knidu 394 pr. n. št.

## Kratek pregled starogrške književnosti
Najstarejši starogrški zapisi so glinaste tablice v linearni pisavi B iz obdobja med 15. in 13. stoletjem pr. n. št., najdene so bile na Kreti, Tebah, Pilosu in Mikenah. To so gospodarski spisi, popisi, kupne pogodbe ipd.
Po večstoletnem razvoju ustne ljudske junaške pesmi je dosegla grška književnost v 8. stoletju pr. n. št. svoj prvi vrh v Homerjevih epih Iliada in Odiseja. Na temeljih ljudske kozmološke epike in pregovorne modrosti je Heziod okoli leta 700 pr. n. št. zasnoval svoje didaktične pesnitve.
Za 7. in 6. stoletje pr. n. št. je značilna obredna zborovska pesem (Alkman, Stezihor) in oblikovna dovršenost individualne lirike (Sapfo, Alkaj, Anakreon), od srede 6. stoletja dalje so ohranjeni odlomki prvih filozofskih spisov (Anaksimander, Heraklit Mračni), od leta 500 pr. n. št., sledijo prva zgodovinska besedila (Hekataj).
V 5. stoletju pr. n. št. je dosegla grška književnost nov vrh v tragediji (Ajshil, Sofokles, Evripid), komediji (Aristofan) in zborovskih pesmih (Pindar, Bakhilid).
Proti koncu 5. stoletja sta se tragedija in komedija umaknili prozi. Razvijali so se zgodovinopisje (Herodot, Tukidid), govorništvo (Izokrat, Demosten), filozofski dialog (Platon) in pragmatizem (Aristotel).
Obdobje po letu 300 pr. n. št. označujemo kot helenistično književnost. Prevladovala je znanstvena proza (Polibij – zgodovinar; Strabon – geograf; Teofrast, Epikur, Panajtij, Pozejdonij, Epiktet – filozofi; Galen - zdravnik; Aristarh, Eratosten, Aristofan – filologi). Sočasno se je začel razvijati roman (Helidor, Longos). Najduhovitejši predstavnik satire je bil Lukian, Plutarh pa je zasnoval umetniško biografijo.
Zadnji veliki mojster filozofske proze je bil Plotin, zadnji veliki grški pesnik Nonos iz Panapolisa v Egiptu. Justinijanov zgodovinar Prokopij iz Cezareje (6. stoletje n. š.) končuje staro grško književnost in uvaja bizantinsko književnost.